# 普法夫瑙

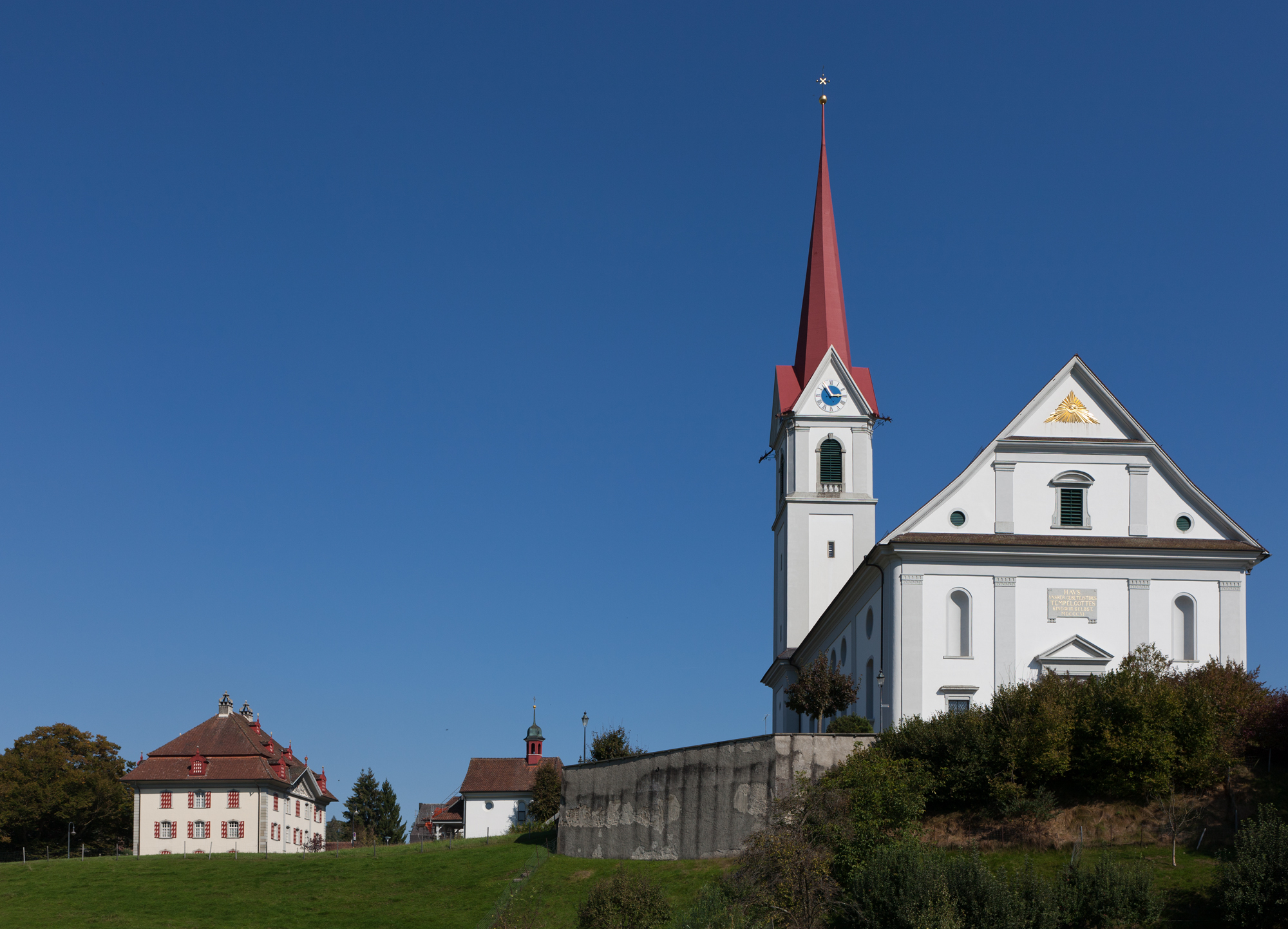

普法夫瑙是瑞士的城鎮，位於該國中部，由琉森州負責管轄，面積17.62平方公里，海拔高度507米，2011年人口2,230，七成人口信奉羅馬天主教，人口密度每平方公里127人。